# Rijad Szajbani
Rijad Szajbani (Riad Chibani, ar. رياض شيباني ;ur. 27 stycznia 1964 w Casbah w prowincji Algier) – algierski judoka. Olimpijczyk z Seulu 1988, gdzie zajął trzynaste miejsce wadze średniej.
Startował w Pucharze Świata w 1995 roku.

## Letnie Igrzyska Olimpijskie 1988
| Konkurencja | Eliminacje             | Eliminacje          | Klas. końcowa |
| Konkurencja | Przeciwnik I           | Przeciwnik II       | Miejsce       |
| ----------- | ---------------------- | ------------------- | ------------- |
| 86 kg       | William Medina (COL) Z | Fabien Canu (FRA) P | 13.           |